# Can't Help Thinking About Me
Singles par David Bowie
You've Got a Habit of Leaving
(août 1965) Do Anything You Say
(avril 1966)
Can't Help Thinking About Me est une chanson de David Bowie parue en single en janvier 1966. C'est son premier 45 tours pour le label Pye Records, son premier où il est crédité en tant que « David Bowie », et son dernier avec le groupe The Lower Third.

## Histoire
Le 25 novembre 1965, le jeune David Bowie est présenté à Tony Hatch (en) par son imprésario Ralph Horton. Hatch travaille dans l'industrie musicale depuis le milieu des années 1950 et a rencontré un grand succès l'année précédente en écrivant et produisant Downtown pour Petula Clark. Hatch accepte de signer Bowie sur le label Pye Records et de produire ses prochains disques. Par la suite, il se rappelle avoir trouvé le jeune chanteur « sympathique et excellent en studio. Ses chansons étaient bonnes, même si je trouvais qu'il parlait trop des poubelles de Londres. C'était ses années de formation et il n'était pas encore mûr, mais il était différent, unique. »
Avec son groupe, The Lower Third, Bowie enregistre plusieurs de ses compositions aux studios Pye de Londres à la fin de l'année 1965 : The London Boys, Can't Help Thinking About Me et And I Say to Myself. Hatch accompagne le groupe au piano sur Can't Help Thinking About Me. Pye refuse The London Boys à cause d'une allusion à la drogue dans les paroles, mais les deux autres chansons sont retenues pour occuper les deux faces d'un 45 tours. Ce disque est publié par Pye le 14 janvier 1966 au Royaume-Uni.
Comme les précédents singles de Bowie, Can't Help Thinking About Me / And I Say to Myself constitue un nouvel échec commercial. S'il apparaît dans le classement des meilleures ventes établi par Melody Maker, c'est uniquement parce que Ralph Horton a payé 250 £ au magazine pour qu'il y figure. Au même moment, les relations entre Bowie et son trio d'accompagnateurs, déjà mauvaises en raison du traitement de faveur que réserve Horton à Bowie, atteignent le point de non-retour. Ils se séparent après un dernier concert au Marquee le 29 janvier. C'est donc avec un nouveau groupe, The Buzz, que Bowie interprète Can't Help Thinking About Me dans l'émission Ready Steady Go! le 4 mars. Ce passage à la télévision ne permet pas d'améliorer les ventes du disque, ce qui n'empêche pas Warner Bros. de le publier aux États-Unis au mois de mai, sans plus de succès.
Les deux faces du single sont reprises sur la compilation de 1991 Early On (1964–1966), qui rassemble les tout premiers enregistrements publiés de Bowie. En 1999, Bowie ressuscite Can't Help Thinking About Me durant la mini-tournée 'hours…' Tour. Il l'interprète durant son passage à l'émission de télévision VH1 Storytellers, en se moquant de la médiocrité de ses talents d'auteur-compositeur à l'époque. Elle fait partie des chansons de jeunesse dont il enregistre une nouvelle version en 2000 dans le cadre du projet Toy.

## Caractéristiques artistiques
Can't Help Thinking About Me est l'une des premières compositions publiées de Bowie. Pour Matthieu Thibault, elle marque « une maîtrise nouvelle du cadre pop et offre un refrain réellement accrocheur ». Ses paroles adoptent le point de vue d'un jeune homme contraint de quitter sa ville natale après avoir commis une offense non précisée. Nicholas Pegg décèle dans ce texte des thèmes qui reviennent fréquemment dans l'œuvre de Bowie par la suite : le solipsisme, l'aliénation émotionnelle et la métaphore du voyage comme recherche de l'inspiration créative.
La face B And I Say to Myself reprend quant à elle la progression d'accords et la structure en questions et réponses de Wonderful World, une chanson de soul interprétée en 1960 par Sam Cooke. Le narrateur de la chanson de Bowie cherche à se convaincre d'arrêter d'aimer sa petite amie.

## Fiche technique

### Chansons
Toutes les chansons sont écrites et composées par David Bowie.
| 1. | Can't Help Thinking About Me | 2:47 |
| 2. | And I Say to Myself          | 2:29 |

### Interprètes
- David Bowie : chant, tambourin
- The Lower Third :
  - Denis Taylor : guitare, chœurs
  - Graham Rivens : basse, chœurs
  - Phil Lancaster : batterie, chœurs
- Tony Hatch (en) : piano sur Can't Help Thinking About Me[12]

### Équipe de production
- Tony Hatch (en) : producteur[12]